# آن أوركهارت
آن اليزابث أوركهارت (بالإنجليزية: Anne Elizabeth Urquhart) (من مواليد 18 أكتوبر 1957) هي سياسية أسترالية، وعضوة في حزب العمال الأسترالي، تم انتخابها لمجلس الشيوخ الأسترالي ممثلة عن ولاية تاسمانيا في الانتخابات الفيدرالية الأسترالية عام 2010، كانت اوركهارت تعمل في السابق مسؤول مع الاتحاد مع اتحاد عمال صناعة الأسترالي، ومنذ عام 2004 كانت وزيرة الدولة لتلك الهيئة في تاسمانيا.

## وصلات خارجية
- صفحة آن اليزابث أوركهارت في انتخابات 2010